# Julia Sude
Julia Sude (* 2. September 1987 in Gießen) ist eine deutsche Beachvolleyballspielerin. Sie ist die Tochter des ehemaligen Volleyballspielers Burkhard Sude. Sie wurde 2010, 2017 und 2019 deutsche Meisterin sowie 2014 Militärweltmeisterin. Von 2015 bis 2022 gehörte Sude zur internationalen Spitze, dabei bis Ende 2018 im Team mit Chantal Laboureur und danach bis 2022 mit Karla Borger, mit der sie 2021 an den Olympischen Spielen teilnahm.

## Karriere

### 2003 bis 2009
Julia Sude begann 2003 ihre Karriere als Beachvolleyballerin. Sie spielte ihre ersten Turniere mit Janina Göpfert und bildete dann ein Duo mit Florentina Büttner. Bei der U18-Europameisterschaft in Brünn verloren Büttner/Sude das deutsche Finale gegen Köhler/Ludwig. Ein Jahr später erreichten sie beim gleichen Wettbewerb in Mysłowice erneut das Endspiel und unterlagen diesmal dem polnischen Duo Urban/Wiatr. Bei der deutschen Meisterschaft in Timmendorfer Strand wurden sie Neunte. Anschließend kamen sie bei der U18-Weltmeisterschaft in Termoli auf den dritten Rang. 2005 erreichte Sude mit Sandra Eichmann einige Top-Ergebnissen in der nationalen Serie und einen neunten Platz bei der deutschen Meisterschaft. Mit Büttner wurde sie Dritte der U18-WM in Saint-Quay-Portrieux.
Ab 2006 spielte Sude mit Claudia Lehmann. Sude/Lehmann gewannen die nationalen Turniere in Dresden sowie Fehmarn und wurden Neunte der deutschen Meisterschaft. Außerdem spielten sie einige CEV-Turniere. Mit Jennifer Eckardt wurde Sude in Ankaran U20-Europameisterin. Bei der U21-WM in Mysłowice erreichte sie mit Jana Köhler das Endspiel, das im Tiebreak gegen die Brasilianerinnen Barbara/Carolina verloren ging. 2007 erzielten Lehmann/Sude weitere Top-Ten-Ergebnisse in der nationalen Serie, unter anderem mit einem Turniersieg in Sankt Peter-Ording und wurden Neunte des CEV-Masters in Hamburg. In Berlin bestritten sie ihren ersten Grand Slam auf der FIVB World Tour und beim Satellite-Turnier in Vaduz kamen sie ins Finale. Bei der U23-EM in Paralimni wurden sie ebenso Siebte wie bei der deutschen Meisterschaft. Bei der U21-WM in Modena belegte Sude mit Eckart den 17. Platz. 2008 wiederholten Lehmann/Sude ihren zweiten Platz in Vaduz und wurden bei der deutschen Meisterschaft erneut Siebte. Im November kamen sie als Neunte der Sanya erstmals bei einem Turnier der Weltserie in die Top Ten. 2009 erzielten sie das gleiche Ergebnis bei den Osaka Open und dem Grand Slam in Marseille. Bei der WM in Stavanger schieden sie hingegen als Gruppenletzte nach der Vorrunde aus. Mit Karla Borger wurde Sude Dritte der U23-EM in Kaliningrad. Die deutsche Meisterschaft beendeten Lehmann/Sude auf dem fünften Rang. Nach einem vierten Platz in Moskau wurden sie beim World Tour Finale in Hamburg Fünfte.

### 2010 bis 2012
2010 bildete Sude ein neues Duo mit Jana Köhler. Auf der World Tour 2010 kamen Köhler/Sude zunächst nicht über zweistellige Ergebnisse hinaus. National gewannen sie das Turnier in Sankt Peter-Ording. Bei der EM in Berlin gewannen sie ihre Vorrundengruppe und das Achtelfinale, bevor sie sich im Viertelfinale den Niederländerinnen Keizer/van Iersel geschlagen geben mussten. Eine Woche später erreichten sie bei den Åland Open ebenfalls den fünften Rang. Im Finale der deutschen Meisterschaft setzten sie sich gegen die Europameisterinnen Goller/Ludwig durch und gewannen ihren ersten Titel. Bei der WM 2011 in Rom kamen sie als Gruppenzweite in die K.-o.-Runde. Im Achtelfinale gelang ihnen die Revanche gegen Keizer/van Iersel, bevor sie im Viertelfinale gegen Klapalová/Háječková ausschieden. Bei der EM in Kristiansand unterlagen sie im Viertelfinale den neuen Europameisterinnen Cicolari/Menegatti. Ihr erstes Top-Ten-Ergebnis auf der World Tour 2011 erreichten sie dann als Fünfte der Åland Open. Bei der deutschen Meisterschaft verloren die Titelverteidigerinnen die Neuauflage des letztjährigen Endspiels gegen Goller/Ludwig. 2012 gelang ihnen kein Top-Ten-Ergebnis bei FIVB-Turnieren und sie wurden Neunte beim CEV-Masters in Baden. Das gleiche Ergebnis gab es bei der EM in Scheveningen, wo sie als Gruppensieger das Achtelfinale gegen die Griechinnen Tsiartsiani/Arvaniti verloren. Anschließend trennte sich das Duo, weil Sude wegen einer Verletzung am Handgelenk in der Saison keine weiteren Turniere spielen konnte.

### 2013 bis 2018

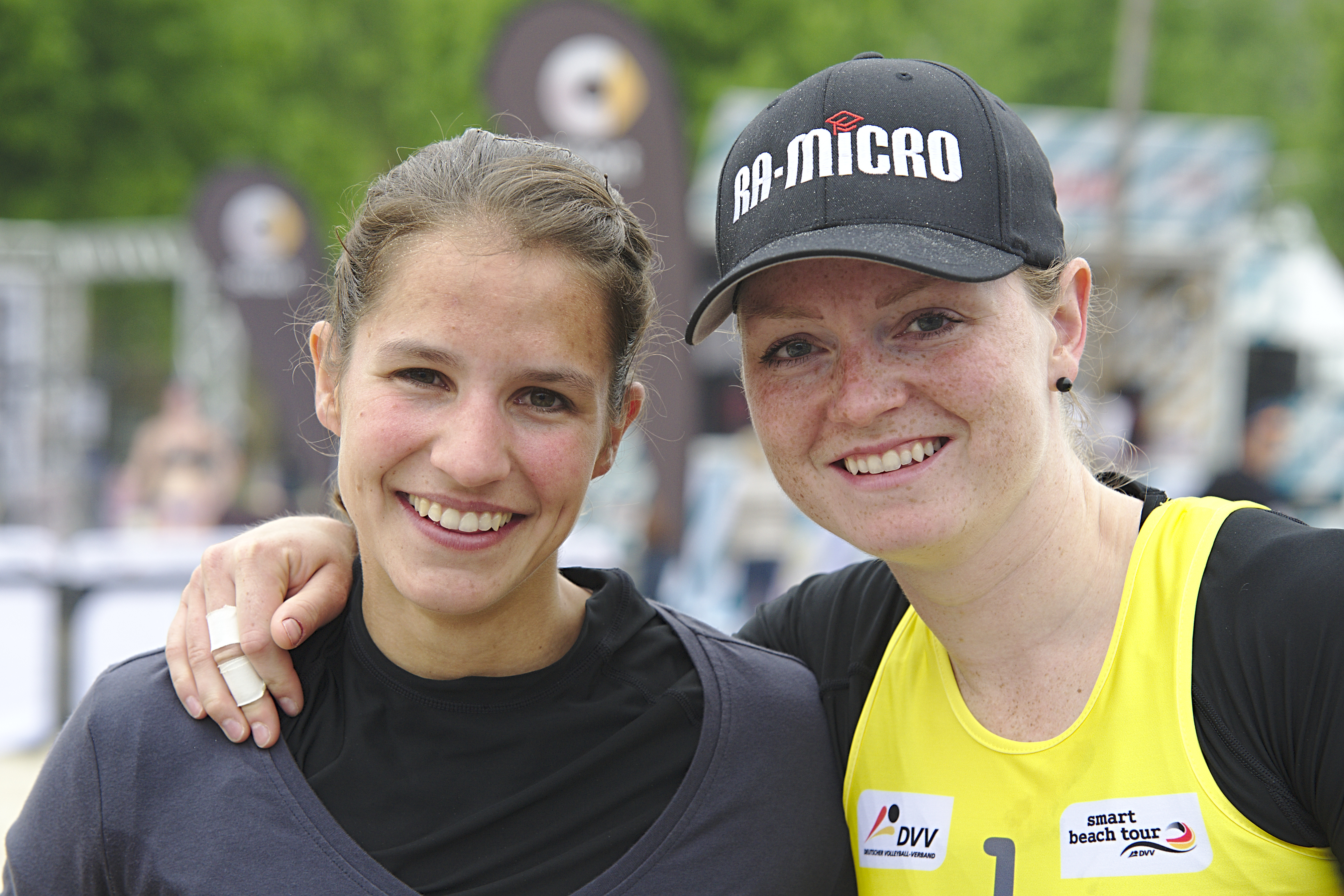
Mit Chantal Laboureur (links) bei der Smart Beach Tour 2017 in Münster

2013 kehrte Sude zurück und spielte seitdem mit Chantal Laboureur. In der ersten gemeinsamen Saison wurden Laboureur/Sude Dritte beim Satellite-Turnier in Montpellier und Fünfte beim Challenger-Turnier in Seoul. Bei der Universiade in Kasan gewannen sie die Bronzemedaille. Außerdem spielten sie auf der World Tour. National gewannen sie die Turniere in Mannheim und Sankt Peter-Ording. Bei der deutschen Meisterschaft blieb ihnen nach Niederlagen gegen Holtwick/Semmler und Borger/Büthe der vierte Platz. Anschließend siegten sie bei zwei „Zonal Events“ der CEV in Rottenburg und Montpellier. Im Dezember erreichten sie bei den Durban Open das Finale, das sie gegen die Chinesinnen Xia Xinyi und Xue Chen verloren. Zu Beginn der Saison 2014 gewannen Laboureur/Sude das Satellite-Turnier in Anapa. Auf der World Tour wurden sie Neunte in Fuzhou, Vierte in Puerto Vallarta und Fünfte der Anapa Open. Bei der EM in Quartu Sant’Elena kamen sie als Gruppenzweite in die erste K.-o.-Runde, in der sie gegen die Tschechinnen Bonnerová/Hermannová ausschieden. In Warendorf gewannen sie die Militär-Weltmeisterschaft. Danach spielte Sude einige Turniere mit Laura Ludwig, die einen Ersatz für ihre erkrankte Partnerin Kira Walkenhorst suchte. Ludwig/Sude wurden Neunte der Grand Slams in Den Haag und Long Beach sowie Fünfte in Klagenfurt. In Stare Jabłonki unterlagen sie erst im Finale den Brasilianerinnen Larissa/Talita. Bei der deutschen Meisterschaft kamen sie ebenfalls ins Endspiel und unterlagen Borger/Büthe. Mit Laboureur gewann Sude die CEV Masters in Biel/Bienne und Baku.
In die Saison 2015 starteten Laboureur/Sude mit einem zweiten Platz in Fuzhou, wo sie das Finale gegen die Kanadierinnen Broder/Valjas verloren. Mit einem fünften Rang in Prag und diversen neunten Plätzen etablierten sie sich auf der FIVB World Tour. Bei der WM in den Niederlanden unterlagen sie als Gruppensieger in der ersten K.-o.-Runde dem kasachischen Duo Maschkowa/Zymbalowa. Ebenfalls 17. wurden sie in Gstaad und Yokohama. Bei der EM in Klagenfurt blieben sie in der Vorrunde ohne Satzverlust und gewannen das deutsche Achtelfinale gegen Holtwick/Semmler, bevor sie im Achtelfinale gegen die Russinnen Ukolowa/Birlowa ausschieden. Anschließend belegten sie den neunten Platz in Long Beach und den fünften Platz in Rio de Janeiro. Bei der deutschen Meisterschaft mussten sie sich Ludwig/Walkenhorst und Holtwick/Semmler geschlagen geben und wurden Vierte. In Fort Lauderdale wurden sie Neunte des World Tour Final. Das gleiche Ergebnis gab es bei den ersten Turnieren der World Tour 2016. Nach einem fünften Rang in Vitória und einem vierten Platz in Xiamen unterlagen sie in Fuzhou erst im Endspiel gegen das US-Duo Walsh/Ross. In Sotschi wurden sie Fünfte und in Antalya Neunte. Bei der EM in Biel/Bienne kamen sie als Gruppensieger bis ins Viertelfinale, das sie im Tiebreak gegen Ukolowa/Birlowa verloren. Einen Monat später erreichten sie beim Poreč Major mit einem Sieg gegen Borger/Büthe das Endspiel, in dem sie die Kanadierinnen Pavan/Bansley bezwangen, womit sie ihren ersten Turniersieg auf der World Tour feierten. Bei den folgenden Major-Turnieren in Gstaad und Klagenfurt wurden sie Fünfte und Neunte. Obwohl sie in der Weltrangliste unter die besten Fünf kamen, verpassten sie wegen der Beschränkung auf zwei Teams pro Nation die Qualifikation für die Olympischen Spiele in Rio. Beim Grand Slam in Long Beach wurden sie Dritte. Anschließend gewannen sie das CEV-Masters in Jūrmala in einem deutschen Finale gegen Mersmann/Schneider. Bei der deutschen Meisterschaft unterlagen sie im Endspiel den Olympiasiegerinnen Ludwig/Walkenhorst.
Beim FIVB-Eröffnungsturnier 2017 in Fort Lauderdale gewannen Laboureur/Sude gegen Summer Ross / Brooke Sweat das Spiel um Platz drei klar mit 2:0. Im Juni siegten sie beim CEV-Masters im österreichischen Baden. Im Juli gewannen sie das 5-Sterne Major Turnier in Gstaad nach einem 2:0 im Endspiel gegen die Weltranglistenersten Larissa und Talita aus Brasilien. Kurz darauf erhielten Laboureur/Sude vom DVV den Status als „deutsches Nationalteam“. Bei der WM in Wien erreichten sie nach fünf Siegen ohne Satzverlust das Viertelfinale, in dem sie mit 0:2 gegen die Kanadierinnen Humana-Paredes/Pavan verloren. Anschließend kamen sie bei der EM in Jūrmala ebenfalls ohne Satzverlust ins Halbfinale, das sie gegen die Tschechinnen Kolocová/Kvapilová verloren. Im Spiel um Bronze setzten sie sich gegen die Polinnen Kołosińska/Gruszczyńska durch. Beim FIVB Saisonfinale in Hamburg belegten Laboureur/Sude Platz fünf. In Timmendorfer Strand wurden Laboureur/Sude nach einem 2:1-Finalsieg gegen Melanie Gernert und Tatjana Zautys deutsche Meisterinnen.
2018 starteten Laboureur/Sude auf der FIVB World Tour mit Platz 17 beim 5-Sterne-Turnier in Fort Lauderdale und Platz fünf beim 4-Sterne-Turnier in Xiamen. Beim 4-Sterne-Turnier in Huntington Beach landeten sie mit Platz drei erstmals auf dem Treppchen. Es folgten Platz neun in Itapema, Platz fünf in Ostrava, Platz zwei in Warschau und Platz zwei in Gstaad. Bei der EM in den Niederlanden schieden Laboureur/Sude bereits im Viertelfinale aus. Nach einem vierten Platz in Moskau wurden sie beim World Tour Finale in Hamburg Fünfte. Bei der deutschen Meisterschaft trat Sude mit Leonie Körtzinger an und belegte Platz vier.

### 2019 bis 2024

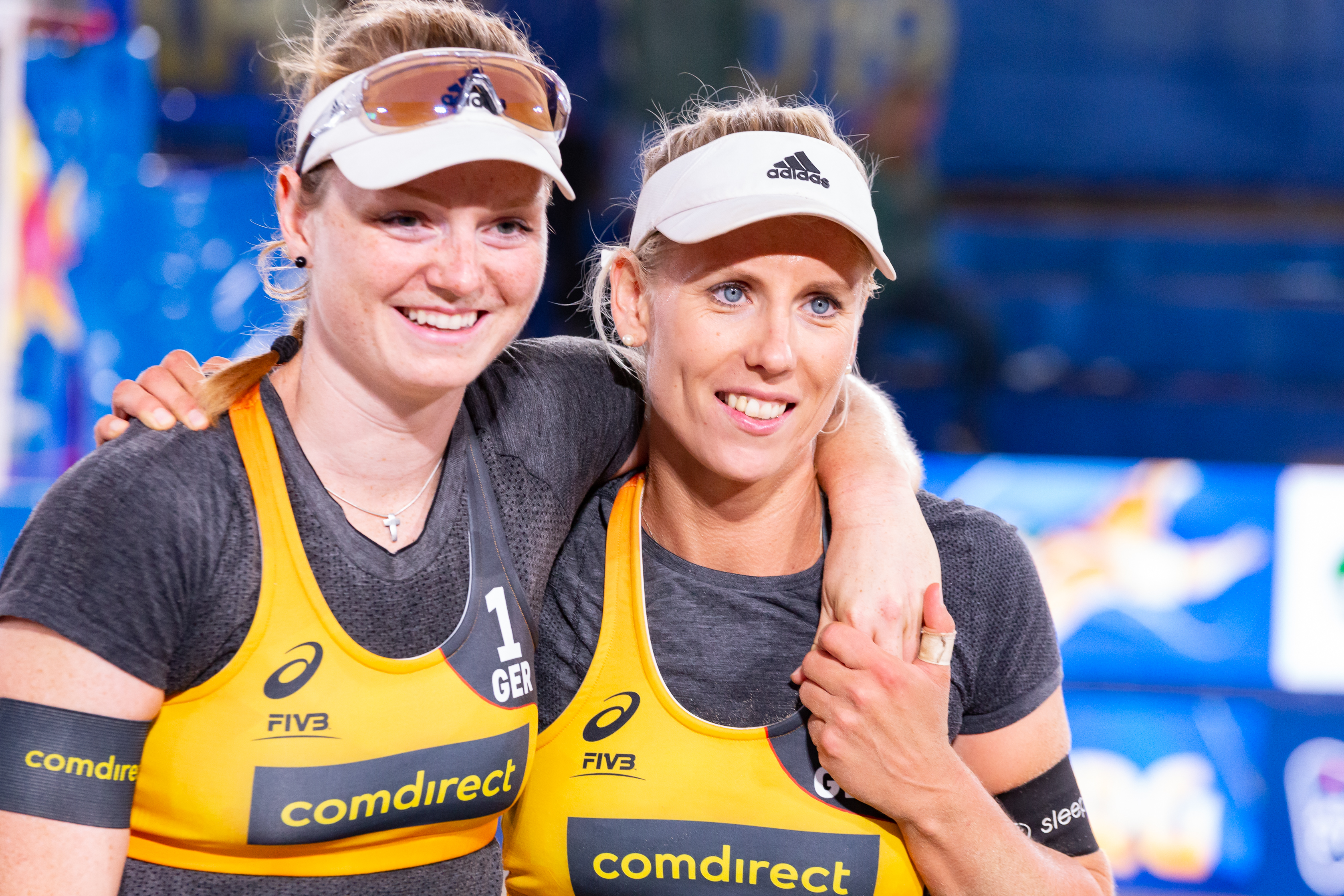
Mit Karla Borger (rechts) bei der WM 2019 in Hamburg

Von 2019 bis 2022 bildete Sude ein Duo mit Karla Borger. Borger/Sude siegten auf der nationalen Techniker Beach Tour 2019 in Münster und belegten bei der Weltmeisterschaft in Hamburg Platz neun. Auf der FIVB World Tour waren Platz drei in Kuala Lumpur (3-Sterne), Platz fünf in Jinjiang (4-Sterne) sowie Platz vier in Tokio und in Moskau (jeweils 4-Sterne) ihre besten Resultate. Bei der deutschen Meisterschaft holte Sude ihren dritten Titel. Anfang November siegten Borger/Sude beim 3-Sterne-Turnier in Qinzhou.
Bei der deutschen Meisterschaft 2020 belegten Borger/Sude Platz fünf. Bei den 4-Sterne-Turnieren der World Tour 2021 in Cancún, Sotschi, Ostrava und Gstaad erreichten sie die Plätze neun, fünf, neun, 25, neun und neun. Mitte Juni gewannen sie in Düsseldorf den Qualifier für Timmendorfer Strand. Bei den Olympischen Spielen in Tokio schieden Borger/Sude sieglos nach der Vorrunde aus. Anschließend gewannen sie bei den Europameisterschaften 2021 die Bronzemedaille. Bei der deutschen Meisterschaft 2021 in Timmendorfer Strand erreichten Borger/Sude das Finale, welches sie gegen Chantal Laboureur und Sarah Schulz verloren. Im Oktober gewannen sie das World Tour Finale in Cagliari mit 2:0 im Endspiel gegen die Weltmeisterinnen Humana-Paredes/Pavan aus Kanada. Auf der World Beach Pro Tour 2022 belegten Borger/Sude bei den Challenge-Turnieren in Tlaxcala Platz neun, in Itapema Platz vier, in Doha Platz neun, in Kuşadası Platz fünf und in Espinho Platz neun sowie bei den Elite16-Turnieren in Rosarito Platz 17, in Gstaad Platz fünf und in Hamburg Platz drei. Bei der Weltmeisterschaft in Rom wurden sie Neunte. Außerdem gewannen sie das „Rock the Beach“-Turnier in Stuttgart und wurden mit dem „Beachvolleyball Team Deutschland“ Zweite beim CEV Beachvolleyball Nations Cup in Wien. Bei der Europameisterschaft in München erreichten Borger/Sude als Gruppensieger das Achtelfinale, in dem sie die Italienerinnen Scampoli/Bianchin besiegten. Im Viertelfinale schieden sie gegen die neuen Europameisterinnen Kravčenoka/Graudiņa aus.
Im Oktober 2022 erreichte Sude mit ihrer neuen Partnerin Isabel Schneider bei zwei Challenge-Turnieren in Dubai zunächst den fünften Platz und anschließend den Turniersieg. Auf der World Beach Pro Tour 2023 hatten Schneider/Sude keine Spitzenplatzierungen. Bei der deutschen Meisterschaft 2023 in Timmendorfer Strand belegten sie den siebten Platz. Danach trennten sich die beiden. 2024 spielte Sude mit Lea Sophie Kunst. Die beiden Deutschen gewannen im Juni auf der World Beach Pro Tour das Future-Turnier auf dem griechischen Ios.

## Sonstiges
In der am 4. August 2018 ausgestrahlten ProSieben-Show Beginner gegen Gewinner traten Laboureur/Sude zu einem Beachvolleyball-Duell an. Dabei mussten sie als Handicap Schwimmflossen tragen, setzten sich aber trotzdem gegen zwei Studentinnen aus Leipzig durch.